# Apiario

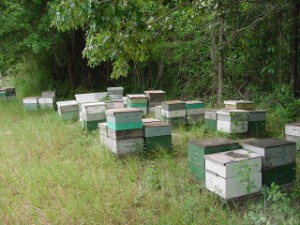
Un apiario en Carolina del Sur de colmenas Langstroth.

Un apiario (también conocido como colmenar) es el lugar donde se encuentran el conjunto de colmenas que pertenecen a un apicultor. Tradicionalmente los apicultores (también conocidos como colmeneros) pagaban el alquiler de las tierras donde se ubicaban sus colmenas con miel. Sin embargo, actualmente son los agricultores los que proporcionan los lugares para la ubicación de los colmenares ya que estos son beneficiosos para el aumento de sus cosechas al favorecer la polinización, y los granjeros que necesitan muchas colmenas, en ocasiones, incluso pagan por ellas. 

## Localización

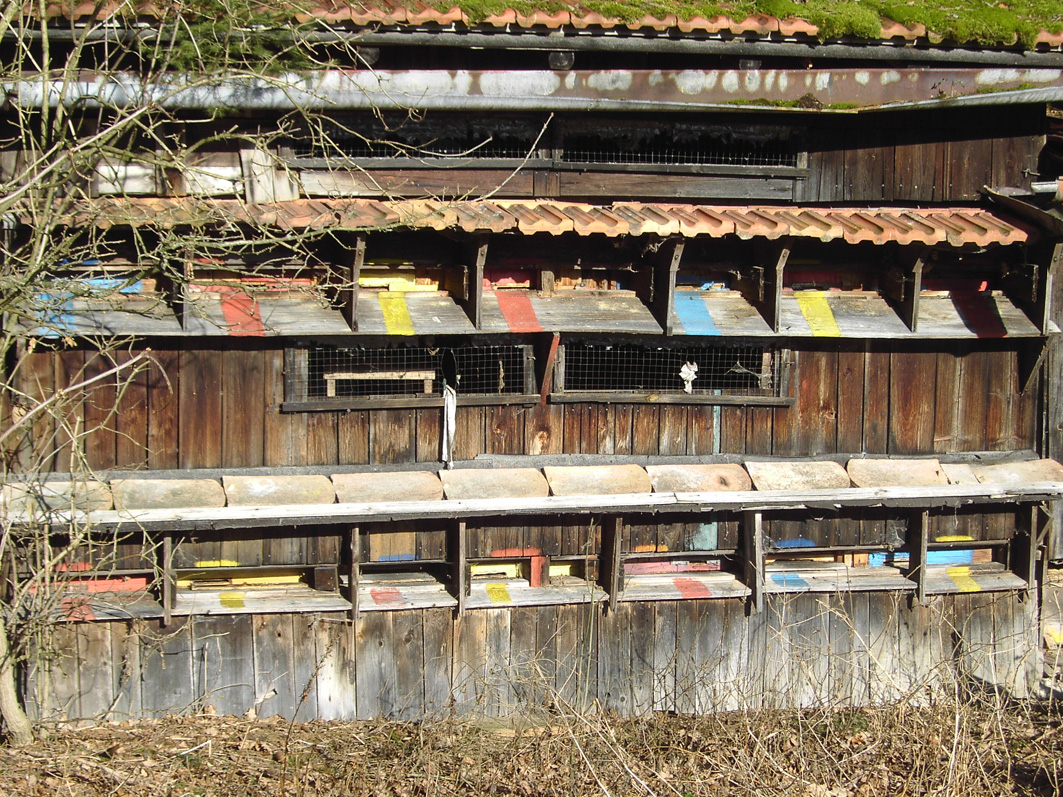
Colmenar en Alta Baviera, Alemania

Los apiarios se suelen colocar, como es lógico, en lugares próximos a zonas con abundancia de flora apícola, bien sean terrenos cultivables o zonas silvestres, lo que determinará el tipo de miel que se obtendrá. Además debe estar protegido del viento y frío extremos y existir alguna fuente de agua al alcance de las abejas, y se debe buscar que sea accesible al tráfico de camiones y retirado de núcleos de población humana.

## Tamaño

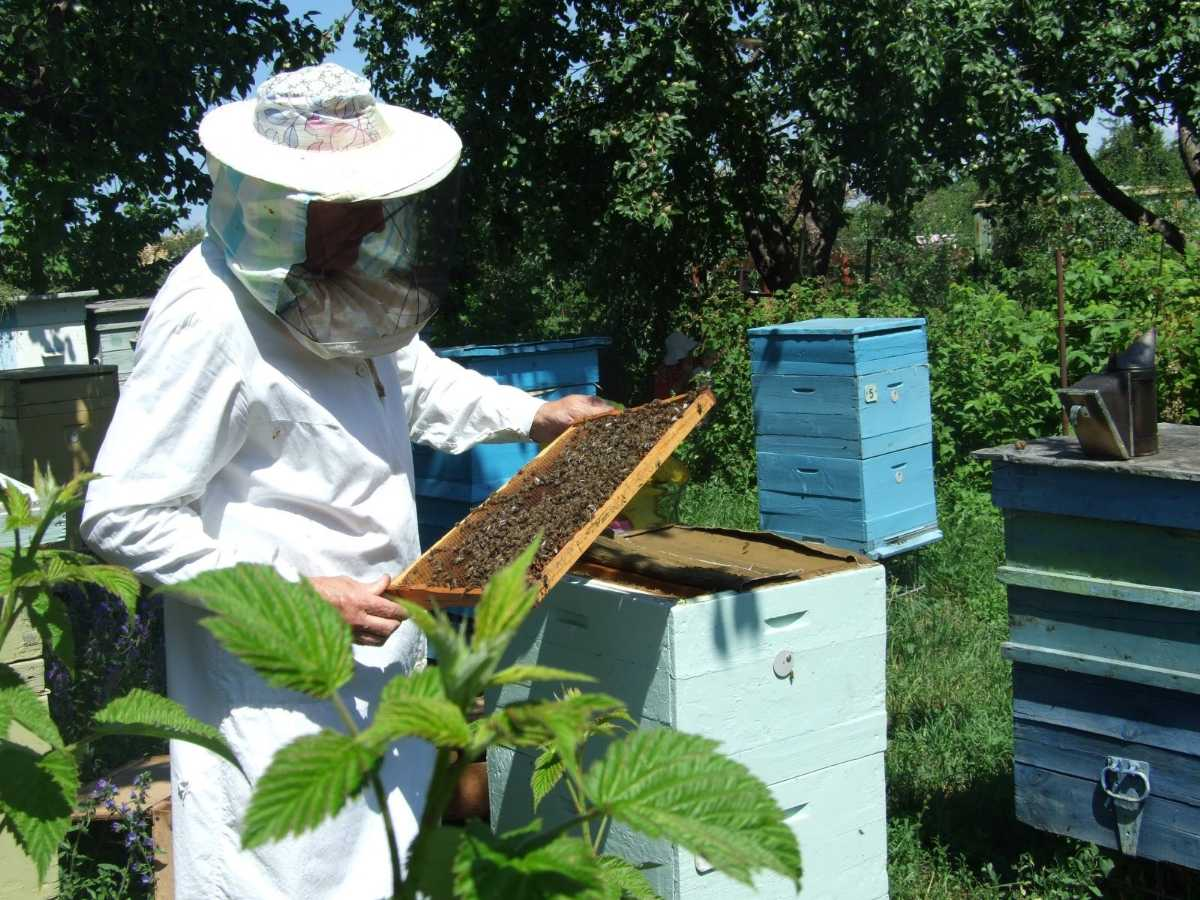
Apiario en Bashkortostán, Rusia

Dependiendo de la flora apícola disponible en una zona determinada, el número máximo de colmenas que pueden colocarse en un apiario puede variar. Si se colocan demasiadas colmenas juntas, estas pueden competir unas con otras por la obtención de los recursos existentes, lo que puede llegar a agotar las fuentes de néctar y polen disponibles, incrementar la transmisión de enfermedades y provocar la aparición del pillaje. El tamaño del colmenar también depende del tipo o raza de las abejas, ya que algunas especies de abejas pueden volar más lejos que otras. Una regla práctica es no tener más de entre veinticinco y cuarenta colmenas en un asentamiento permanente, sin embargo los apicultores trashumantes pueden colocar varios cientos de colmenas, temporalmente, en un mismo lugar con buenos recursos de néctar.